# Здекауер, Николай Фёдорович
Николай Фёдорович Здека́уер, Здекауэр (15 (27) апреля 1815, Свеаборг, Великое княжество Финляндское, Российская империя — 15 (27) января 1897, Царское Село, Санкт-Петербургская губерния, Российская империя) — русский врач, заслуженный профессор Императорской медико-хирургической академии, лейб-медик. Действительный тайный советник (1887).

## Биография
Родился 15 (27) апреля 1815 года в Свеаборге; сын Фёдора Яковлевича (Теодора-Франца) Здекауера (1776–1836), вызванного на русскую службу в царствование Александра I, главного врача морского госпиталя. Первоначальное образование получил в пансионе пастора Муральта. В 1831 году поступил на физико-математический факультет Санкт-Петербургского университета, но в 1833 году перешёл в медико-хирургическую академию, курс которой окончил в 1838 году и отправился для усовершенствования за границу, где работал у Иоганна Мюллера, Ромберга, Рокитанского, Школы и др. Под влиянием своего учителя К. К. Зейдлица сосредоточился на изучении диагностической техники и патологической анатомии.
В 1839 году, вернувшись из-за границы, определился ординатором 2-го сухопутного (затем клинического) госпиталя и ассистентом при клинике Зейдлица; впервые стал читать систематические лекции из патологической анатомии на трупах. С 1846 по 1848 г. заведовал терапевтической клиникой, а с 1848 по 1860 г. — диагностической клиникой, с 1860 по 1863 г. занимал кафедру госпитальной клиники. В последней ввёл молочное лечение в болезнях сердца и водянки, придумал и описал способ остановки кровотечения из лёгких посредством вдыхания распыленного 2,5 % раствора двупятихлористого железа.
Кроме того, Здекауер поставил на очередь вопросы о дренаже, о вентиляции и отоплении госпиталей, и предложения его по этим предметам, при содействии генералов Тотлебена и Евреинова, нашли применение в госпиталях, академии, казармах, театрах, дворцах. В 1860 году Здекауер удостоен звания лейб-медика консультанта и в 1863 году, отвлекаемый обязанностями придворной службы, оставил профессуру в академии, сохранив звание заслуженного профессора и почетного её члена.
В 1866 году по инициативе Здекауера учрежден главный холерный комитет, сам же он боролся с эпидемией оспы в Царском Селе. После этого Здекауер сосредоточил свою плодотворную деятельность на вопросах общественной гигиены. Ещё в 1850-х годах он, вместе с Е. В. Пеликаном, П. А. Кочубеем и Ю. К. Траппом, задумал, по образцу лондонской аналитической комиссии, основать в России общество для исследования предметов народного продовольствия. Эта попытка не удалась, но привела к образованию первого общества охранения народного здравия, которое в продолжение более чем 10 лет существования много сделало для санитарного благоустройства столицы, по инициативе и докладу Здекауера. В 1878 году Здекауер открыл первое собрание Русского общества охранения народного здравия, в котором с того времени бессменно избирался председателем и явился главным инициатором важнейших его начинаний.
В 1890 г. Здекауер указал, что свирепствовавший тогда эпидемический грипп служит предвестником холеры, и предлагал заблаговременно подготовиться к эпидемии; предсказание это вполне подтвердилось опытом последующих лет. С 1884 года Здекауер в течение 5 лет состоял председателем медицинского совета. До самой смерти продолжал принимать участие в занятиях медицинского совета, военно-медицинского ученого комитета, избравших его своим почетным членом. Состоял почётным членом СПбАН (c 07.12.1885) и многих обществ, русских и иностранных. С самого основания русского Общества Красного Креста был долгое время членом главного его правления, одно время состоял гласным в Царскосельском уездном и Санкт-Петербургских губернских земских собраниях, а также председателем земских санитарных комиссий уездной Царскосельской и губернской Санкт-Петербургской.
С 1891 по 1896 год жил в доме 30 по Дворцовой набережной.
Умер 15 (27) января 1897 года. Похоронен на Волковском православном кладбище.
Жена (с 9 мая 1851 года) — Мария Георгиевна Эммануэль (1823—1891), фрейлина двора, дочь генерала Г. А. Эммануэля. Венчались в придворной Гатчинской церкви Св. Троицы.

## Прогноз Здекауера
Художник Карл Брюллов, выехавший из России за границу на лечение, хорошо знал о близости своей смерти. Однажды, разговаривая с итальянским доктором Тавацци, предлагавшим ему какие-то лекарства, Брюллов сказал: «Я скоро умру». «Почему вы так думаете?» — спросил Тавацци. «Потому, — отвечал Брюллов, — что доктор Здекауэр, который лечил меня в Петербурге и которому я очень верю, сказал мне откровенно, что с моей болезнью я не проживу более пяти лет, а в этом году оканчивается определённый им срок». Брюллов действительно умер (в июне 1852 года) через несколько недель после этого разговора.